# Askvoll
Askvoll är en kyrkby som utgör centralort och enda tätort i Askvolls kommun i Vestland fylke i västra Norge. Orten ligger där fylkesväg 608 möter fylkesväg 5659, på östra sidan av Granesundet. Här finns Askvolls kyrka.

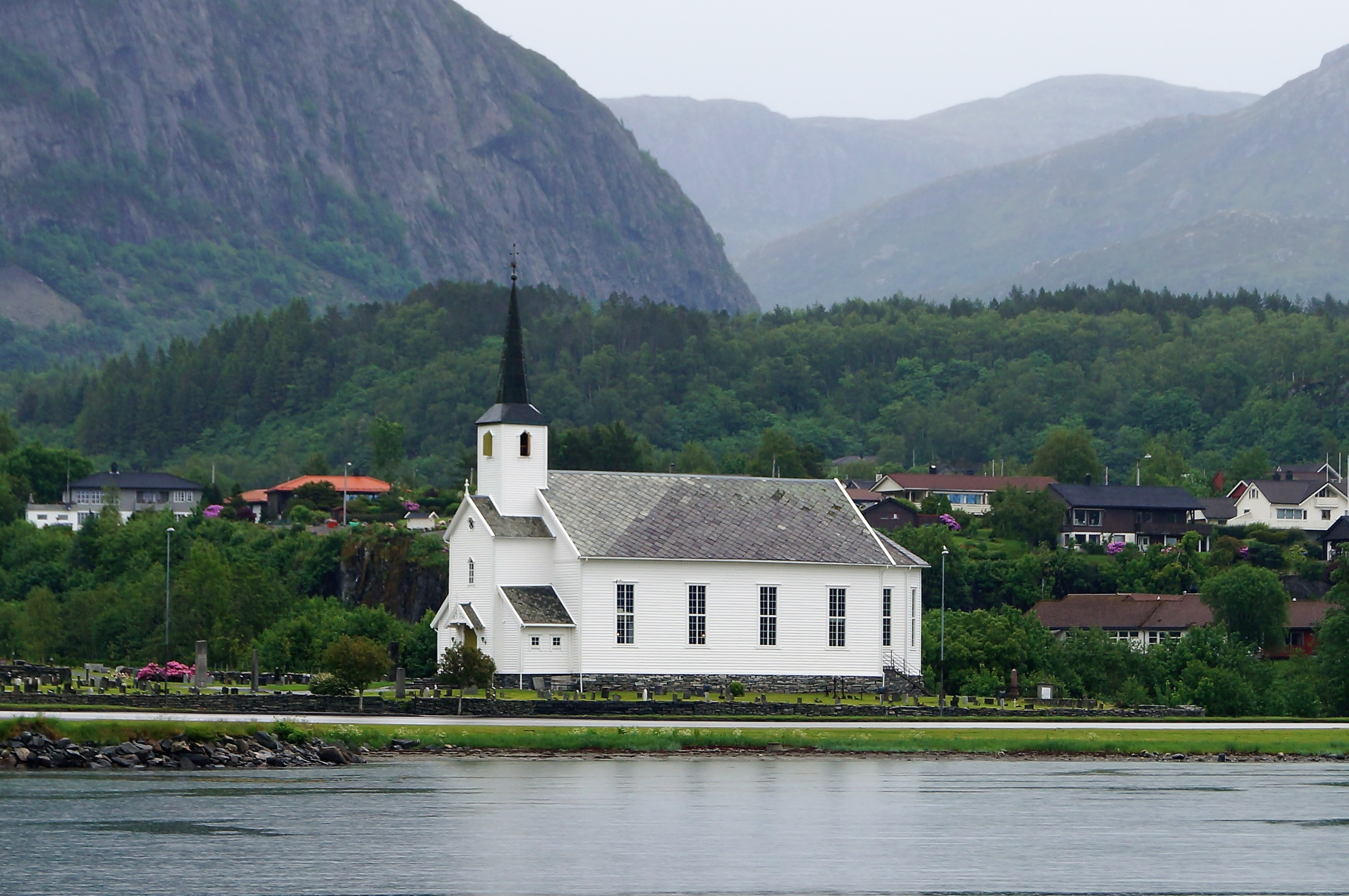
Askvolls kyrka.